# John Melander
John Bernhard Melander, född 31 oktober 1875 i Ytterlännäs socken, död 11 juli 1935 i Sigtuna, var en svensk präst.
John Melander var son till kronolotsen Jonas Melander. Han var elev vid Härnösands högre allmänna läroverk och inskrevs därefter 1894 vid Uppsala universitet, där han avlade filosofie kandidatexamen 1897, teoretisk teologisk examen 1899 och praktisk teologisk examen 1900 innan han samma år prästvigdes för Härnösands stift. Melander var 1902–1904 regementspastor vid Norrlands dragonregemente, lasarettspredikant i Umeå 1902–1904 och fängelsepredikant 1902–1904. 1905 blev han pastorsadjunkt i Bergs församling, 1910 förste sekreterare i Svenska kyrkans diakonistyrelse och 1916 kyrkoherde i Hällesjö församling med tillträde 1918 . Melander var från 1922 föreståndare för Svenska kyrkans lekmannaskola, först med verksamheten förlagd till Hällesjö men från 1923 i Sigtuna.